# Costa Rica en la Copa Mundial Femenina de Fútbol de 2015
La selección femenina de Costa Rica fue su primera participación en una cita mundialista, ubicadas en el grupo E, ante España, Brasil y Corea del Sur.

## Clasificación

### Fase de grupos
| Equipo     | Pts | PJ | PG | PE | PP | GF | GC | DG  |
| ---------- | --- | -- | -- | -- | -- | -- | -- | --- |
| Costa Rica | 9   | 3  | 3  | 0  | 0  | 9  | 2  | 7   |
| México     | 6   | 3  | 2  | 0  | 1  | 13 | 2  | 11  |
| Jamaica    | 3   | 3  | 1  | 0  | 2  | 8  | 5  | 3   |
| Martinica  | 0   | 3  | 0  | 0  | 3  | 1  | 22 | -21 |

| 16 de octubre de 2014 | Costa Rica | 1:0 (1:0) | México | Sporting Park, Kansas City     |                                |
|                       | Venegas 9' | Reporte   |        | Árbitro(s): Carol-Anne Chenard | Árbitro(s): Carol-Anne Chenard |

| 18 de octubre de 2014 | Costa Rica                      | 2:1 (0:0) | Jamaica    | Toyota Park, Bridgeview    |                            |
|                       | Cruz 76' (pen.) · Rodríguez 86' | Reporte   | 77' Duncan | Árbitro(s): Margaret Domka | Árbitro(s): Margaret Domka |

| 21 de octubre de 2014 | Martinica | 1:6 (0:3) | Costa Rica                                                    | RFK Stadium, Washington D. C.  |                                |
|                       | Carin 62' | Reporte   | 7' Sánchez · 25' 90' Venegas · 32' Acosta · 81' 82' Rodríguez | Árbitro(s): Carol-Anne Chenard | Árbitro(s): Carol-Anne Chenard |

### Semifinales
| 24 de octubre de 2014 | Costa Rica                  | 1:1 (1:1, 1:0) (t. s.)(3:0 p.) | Trinidad y Tobago                  | PPL Park, Filadelfia       |                            |
|                       | Venegas 19'                 | Reporte                        | 74' Hutchinson                     | Árbitro(s): Melissa Borjas | Árbitro(s): Melissa Borjas |
|                       |                             | Tiros desde el punto penal     |                                    |                            |                            |
|                       | Alvarado · Sanchez · Acosta |                                | Attin Johnson · Hutchinson · Shade |                            |                            |

### Final
| 26 de octubre de 2014 | Estados Unidos                                  | 6:0 (3:0) | Costa Rica | PPL Park, Filadelfia       |                            |
|                       | Wambach 4' 34' 41' 71' · Lloyd 18' · Leroux 73' | Reporte   |            | Árbitro(s): Lucila Venegas | Árbitro(s): Lucila Venegas |

## Participación

### Partidos
| Fecha       | Lugar    | Instancia      | Local         |                          | Resultado |                       | Visitante  |
| ----------- | -------- | -------------- | ------------- | ------------------------ | --------- | --------------------- | ---------- |
| 9 de junio  | Montreal | Fase de grupos | España        | Bandera de España        | 1:1 (1:1) | Bandera de Costa Rica | Costa Rica |
| 13 de junio | Montreal | Fase de grupos | Corea del Sur | Bandera de Corea del Sur | 2:2 (2:1) | Bandera de Costa Rica | Costa Rica |
| 17 de junio | Moncton  | Fase de grupos | Costa Rica    | Bandera de Costa Rica    | 0:1 (3:0) | Bandera de Brasil     | Brasil     |

### Fase de grupos - Grupo E
| Selección     | Pts. | PJ | PG | PE | PP | GF | GC | Dif. |
| ------------- | ---- | -- | -- | -- | -- | -- | -- | ---- |
| Brasil        | 9    | 3  | 3  | 0  | 0  | 4  | 0  | 4    |
| Corea del Sur | 4    | 3  | 1  | 1  | 1  | 4  | 5  | −1   |
| Costa Rica    | 2    | 3  | 0  | 2  | 1  | 3  | 4  | −1   |
| España        | 1    | 3  | 0  | 1  | 2  | 2  | 4  | −2   |

#### España vs Costa Rica
| 9 de junio de 2015, 16:00 | España     | 1:1 (1:1) | Costa Rica    | Estadio Olímpico de Montreal, Montreal                      |                                                             |
|                           | Losada 13' | Reporte   | Rodríguez 14' | Asistencia: 10 175 espectadores Árbitro(s): Jesica Di Iorio | Asistencia: 10 175 espectadores Árbitro(s): Jesica Di Iorio |

| 1     | POR   | Ainhoa Tirapu    |     |
| 2     | DEF   | Celia Jiménez    | 62' |
| 18    | DEF   | Marta Torrejón   |     |
| 20    | DEF   | Irene Paredes    |     |
| 3     | DEF   | Leire Landa      |     |
| 20    | MED   | Natalia Pablos   |     |
| 14    | MED   | Victoria Losada  |     |
| 9     | MED   | Verónica Boquete |     |
| 21    | MED   | Alexia Putellas  |     |
| 8     | MED   | Sonia Bermúdez   | 72' |
| 10    | DEL   | Jennifer Hermoso | 84' |
| D. T. | D. T. | Ignacio Quereda  |     |

| 1     | POR   | Dinnia Díaz        |     |
| 5     | DEF   | Diana Sáez         |     |
| 6     | DEF   | Carol Sánchez      |     |
| 20    | DEF   | Wendy Acosta       |     |
| 12    | DEF   | Lixy Rodríguez     |     |
| 7     | MED   | Melissa Herrera    | 88' |
| 10    | MED   | Shirley Cruz       |     |
| 16    | MED   | Katherine Alvarado |     |
| 11    | MED   | Raquel Rodríguez   |     |
| 14    | MED   | María Barrantes    | 74' |
| 9     | DEL   | Adriana Venegas    | 80' |
| D. T. | D. T. | Amelia Valverde    |     |

| 5  | DEF | Ruth García     | 62' |
| 12 | MED | Marta Corredera | 72' |
| 11 | DEL | Priscila Borja  | 84' |

| 17 | DEL | Karla Villalobos | 72' |
| 15 | MED | Cristin Granados | 80' |
| 2  | DEF | Gabriela Guillén | 88' |

| 13' | Victoria Losada | 1:0 |

| 14' | Raquel Rodríguez | 1:1 |

| 44' | Celia Jiménez |

| Principal  | Salomé Di Iorio    |
| Asistentes | María Rocco        |
|            | Mariana De Almeida |
| Cuarto     | Marilin Miranda    |
| Quinto     | Allyson Flynn      |

|                    |      |      |
| Tiros              | 19   | 3    |
| Tiros a puerta     | 7    | 2    |
| Faltas             | 13   | 15   |
| Saques de esquina  | 8    | 0    |
| Penaltis           | 0    | 0    |
| Fueras de juego    | 2    | 1    |
| Posesión del balón | 56 % | 44 % |

| Alineación inicial |

| 1     | POR   | Ainhoa Tirapu    |     |
| 2     | DEF   | Celia Jiménez    | 62' |
| 18    | DEF   | Marta Torrejón   |     |
| 20    | DEF   | Irene Paredes    |     |
| 3     | DEF   | Leire Landa      |     |
| 20    | MED   | Natalia Pablos   |     |
| 14    | MED   | Victoria Losada  |     |
| 9     | MED   | Verónica Boquete |     |
| 21    | MED   | Alexia Putellas  |     |
| 8     | MED   | Sonia Bermúdez   | 72' |
| 10    | DEL   | Jennifer Hermoso | 84' |
| D. T. | D. T. | Ignacio Quereda  |     |

| 1     | POR   | Dinnia Díaz        |     |
| 5     | DEF   | Diana Sáez         |     |
| 6     | DEF   | Carol Sánchez      |     |
| 20    | DEF   | Wendy Acosta       |     |
| 12    | DEF   | Lixy Rodríguez     |     |
| 7     | MED   | Melissa Herrera    | 88' |
| 10    | MED   | Shirley Cruz       |     |
| 16    | MED   | Katherine Alvarado |     |
| 11    | MED   | Raquel Rodríguez   |     |
| 14    | MED   | María Barrantes    | 74' |
| 9     | DEL   | Adriana Venegas    | 80' |
| D. T. | D. T. | Amelia Valverde    |     |

| 5  | DEF | Ruth García     | 62' |
| 12 | MED | Marta Corredera | 72' |
| 11 | DEL | Priscila Borja  | 84' |

| 17 | DEL | Karla Villalobos | 72' |
| 15 | MED | Cristin Granados | 80' |
| 2  | DEF | Gabriela Guillén | 88' |

| 13' | Victoria Losada | 1:0 |

| 14' | Raquel Rodríguez | 1:1 |

| 44' | Celia Jiménez |

| Principal  | Salomé Di Iorio    |
| Asistentes | María Rocco        |
|            | Mariana De Almeida |
| Cuarto     | Marilin Miranda    |
| Quinto     | Allyson Flynn      |

|                    |      |      |
| Tiros              | 19   | 3    |
| Tiros a puerta     | 7    | 2    |
| Faltas             | 13   | 15   |
| Saques de esquina  | 8    | 0    |
| Penaltis           | 0    | 0    |
| Fueras de juego    | 2    | 1    |
| Posesión del balón | 56 % | 44 % |

| Alineación inicial |

| 1     | POR   | Ainhoa Tirapu    |     |
| 2     | DEF   | Celia Jiménez    | 62' |
| 18    | DEF   | Marta Torrejón   |     |
| 20    | DEF   | Irene Paredes    |     |
| 3     | DEF   | Leire Landa      |     |
| 20    | MED   | Natalia Pablos   |     |
| 14    | MED   | Victoria Losada  |     |
| 9     | MED   | Verónica Boquete |     |
| 21    | MED   | Alexia Putellas  |     |
| 8     | MED   | Sonia Bermúdez   | 72' |
| 10    | DEL   | Jennifer Hermoso | 84' |
| D. T. | D. T. | Ignacio Quereda  |     |

| 1     | POR   | Dinnia Díaz        |     |
| 5     | DEF   | Diana Sáez         |     |
| 6     | DEF   | Carol Sánchez      |     |
| 20    | DEF   | Wendy Acosta       |     |
| 12    | DEF   | Lixy Rodríguez     |     |
| 7     | MED   | Melissa Herrera    | 88' |
| 10    | MED   | Shirley Cruz       |     |
| 16    | MED   | Katherine Alvarado |     |
| 11    | MED   | Raquel Rodríguez   |     |
| 14    | MED   | María Barrantes    | 74' |
| 9     | DEL   | Adriana Venegas    | 80' |
| D. T. | D. T. | Amelia Valverde    |     |

| 5  | DEF | Ruth García     | 62' |
| 12 | MED | Marta Corredera | 72' |
| 11 | DEL | Priscila Borja  | 84' |

| 17 | DEL | Karla Villalobos | 72' |
| 15 | MED | Cristin Granados | 80' |
| 2  | DEF | Gabriela Guillén | 88' |

| 13' | Victoria Losada | 1:0 |

| 14' | Raquel Rodríguez | 1:1 |

| 44' | Celia Jiménez |

| Principal  | Salomé Di Iorio    |
| Asistentes | María Rocco        |
|            | Mariana De Almeida |
| Cuarto     | Marilin Miranda    |
| Quinto     | Allyson Flynn      |

|                    |      |      |
| Tiros              | 19   | 3    |
| Tiros a puerta     | 7    | 2    |
| Faltas             | 13   | 15   |
| Saques de esquina  | 8    | 0    |
| Penaltis           | 0    | 0    |
| Fueras de juego    | 2    | 1    |
| Posesión del balón | 56 % | 44 % |

| Alineación inicial |

| 1     | POR   | Ainhoa Tirapu    |     |
| 2     | DEF   | Celia Jiménez    | 62' |
| 18    | DEF   | Marta Torrejón   |     |
| 20    | DEF   | Irene Paredes    |     |
| 3     | DEF   | Leire Landa      |     |
| 20    | MED   | Natalia Pablos   |     |
| 14    | MED   | Victoria Losada  |     |
| 9     | MED   | Verónica Boquete |     |
| 21    | MED   | Alexia Putellas  |     |
| 8     | MED   | Sonia Bermúdez   | 72' |
| 10    | DEL   | Jennifer Hermoso | 84' |
| D. T. | D. T. | Ignacio Quereda  |     |

| 1     | POR   | Dinnia Díaz        |     |
| 5     | DEF   | Diana Sáez         |     |
| 6     | DEF   | Carol Sánchez      |     |
| 20    | DEF   | Wendy Acosta       |     |
| 12    | DEF   | Lixy Rodríguez     |     |
| 7     | MED   | Melissa Herrera    | 88' |
| 10    | MED   | Shirley Cruz       |     |
| 16    | MED   | Katherine Alvarado |     |
| 11    | MED   | Raquel Rodríguez   |     |
| 14    | MED   | María Barrantes    | 74' |
| 9     | DEL   | Adriana Venegas    | 80' |
| D. T. | D. T. | Amelia Valverde    |     |

| 5  | DEF | Ruth García     | 62' |
| 12 | MED | Marta Corredera | 72' |
| 11 | DEL | Priscila Borja  | 84' |

| 17 | DEL | Karla Villalobos | 72' |
| 15 | MED | Cristin Granados | 80' |
| 2  | DEF | Gabriela Guillén | 88' |

| 13' | Victoria Losada | 1:0 |

| 14' | Raquel Rodríguez | 1:1 |

| 44' | Celia Jiménez |

| Principal  | Salomé Di Iorio    |
| Asistentes | María Rocco        |
|            | Mariana De Almeida |
| Cuarto     | Marilin Miranda    |
| Quinto     | Allyson Flynn      |

|                    |      |      |
| Tiros              | 19   | 3    |
| Tiros a puerta     | 7    | 2    |
| Faltas             | 13   | 15   |
| Saques de esquina  | 8    | 0    |
| Penaltis           | 0    | 0    |
| Fueras de juego    | 2    | 1    |
| Posesión del balón | 56 % | 44 % |

| Alineación inicial |

#### Corea del Sur vs Costa Rica
| 13 de junio de 2015, 19:00 | Corea del Sur                        | 2:2 (2:1) | Costa Rica                      | Estadio Olímpico de Montreal, Montreal                      |                                                             |
|                            | Ji Soyun 21' (pen.) · Jeon Gaeul 25' | Reporte   | 17' Herrera · 89' K. Villalobos | Asistencia: 28 623 espectadores Árbitro(s): Carina Vitulano | Asistencia: 28 623 espectadores Árbitro(s): Carina Vitulano |

| 18    | POR   | Kim Jung-mi   |     |
| 20    | DEF   | Kim Hye-ri    | 84' |
| 6     | DEF   | Hwang Bo-ram  |     |
| 4     | DEF   | Shim Seo-yeon |     |
| 2     | DEF   | Lee Eun-mi    |     |
| 16    | MED   | Kang Yu-mi    | 63' |
| 13    | MED   | Kwon Hah-nul  |     |
| 10    | MED   | Ji So-yun     |     |
| 8     | MED   | Cho So-hyun   |     |
| 7     | MED   | Jeon Ga-eul   |     |
| 12    | DEL   | Yoo Young-a   | 77' |
| D. T. | D. T. | Yoon Deok-yeo |     |

| 1     | POR   | Dinnia Díaz        |     |
| 5     | DEF   | Diana Sáez         |     |
| 6     | DEF   | Carol Sánchez      |     |
| 20    | DEF   | Wendy Acosta       |     |
| 12    | DEF   | Lixy Rodríguez     |     |
| 7     | MED   | Melissa Herrera    |     |
| 10    | MED   | Shirley Cruz       |     |
| 16    | MED   | Katherine Alvarado |     |
| 11    | MED   | Raquel Rodríguez   |     |
| 14    | MED   | María Barrantes    | 76' |
| 15    | DEL   | Cristin Granados   |     |
| D. T. | D. T. | Amelia Valverde    |     |

| 11 | MED | Jung Seol-bin | 63' |
| 23 | MED | Lee Geum-min  | 77' |
| 3  | DEF | Lim Seon-joo  | 84' |

| 17 | DEL | Karla Villalobos | 76' |

| 21' (pen.) · 25' | Ji So-yun Jeon Ga-eul | 1:1 2:1 |

| 17' · 89' | Melissa Herrera Karla Villalobos | 0:1 2:2 |

| 69' · 81' · 86' | Kim Hye-ri Lee Geum-min Hwang Bo-ram |

| Principal  | Carina Vitulano       |
| Asistentes | Michelle O'Neill      |
|            | Tonja Paavola         |
| Cuarto     | Marilin Miranda       |
| Quinto     | Chrysoula Kourompylia |

|                    |      |      |
| Tiros              | 16   | 11   |
| Tiros a puerta     | 8    | 2    |
| Faltas             | 10   | 12   |
| Saques de esquina  | 2    | 1    |
| Penaltis           | 0    | 0    |
| Fueras de juego    | 2    | 0    |
| Posesión del balón | 53 % | 47 % |

| Alineación inicial |

| 18    | POR   | Kim Jung-mi   |     |
| 20    | DEF   | Kim Hye-ri    | 84' |
| 6     | DEF   | Hwang Bo-ram  |     |
| 4     | DEF   | Shim Seo-yeon |     |
| 2     | DEF   | Lee Eun-mi    |     |
| 16    | MED   | Kang Yu-mi    | 63' |
| 13    | MED   | Kwon Hah-nul  |     |
| 10    | MED   | Ji So-yun     |     |
| 8     | MED   | Cho So-hyun   |     |
| 7     | MED   | Jeon Ga-eul   |     |
| 12    | DEL   | Yoo Young-a   | 77' |
| D. T. | D. T. | Yoon Deok-yeo |     |

| 1     | POR   | Dinnia Díaz        |     |
| 5     | DEF   | Diana Sáez         |     |
| 6     | DEF   | Carol Sánchez      |     |
| 20    | DEF   | Wendy Acosta       |     |
| 12    | DEF   | Lixy Rodríguez     |     |
| 7     | MED   | Melissa Herrera    |     |
| 10    | MED   | Shirley Cruz       |     |
| 16    | MED   | Katherine Alvarado |     |
| 11    | MED   | Raquel Rodríguez   |     |
| 14    | MED   | María Barrantes    | 76' |
| 15    | DEL   | Cristin Granados   |     |
| D. T. | D. T. | Amelia Valverde    |     |

| 11 | MED | Jung Seol-bin | 63' |
| 23 | MED | Lee Geum-min  | 77' |
| 3  | DEF | Lim Seon-joo  | 84' |

| 17 | DEL | Karla Villalobos | 76' |

| 21' (pen.) · 25' | Ji So-yun Jeon Ga-eul | 1:1 2:1 |

| 17' · 89' | Melissa Herrera Karla Villalobos | 0:1 2:2 |

| 69' · 81' · 86' | Kim Hye-ri Lee Geum-min Hwang Bo-ram |

| Principal  | Carina Vitulano       |
| Asistentes | Michelle O'Neill      |
|            | Tonja Paavola         |
| Cuarto     | Marilin Miranda       |
| Quinto     | Chrysoula Kourompylia |

|                    |      |      |
| Tiros              | 16   | 11   |
| Tiros a puerta     | 8    | 2    |
| Faltas             | 10   | 12   |
| Saques de esquina  | 2    | 1    |
| Penaltis           | 0    | 0    |
| Fueras de juego    | 2    | 0    |
| Posesión del balón | 53 % | 47 % |

| Alineación inicial |

| 18    | POR   | Kim Jung-mi   |     |
| 20    | DEF   | Kim Hye-ri    | 84' |
| 6     | DEF   | Hwang Bo-ram  |     |
| 4     | DEF   | Shim Seo-yeon |     |
| 2     | DEF   | Lee Eun-mi    |     |
| 16    | MED   | Kang Yu-mi    | 63' |
| 13    | MED   | Kwon Hah-nul  |     |
| 10    | MED   | Ji So-yun     |     |
| 8     | MED   | Cho So-hyun   |     |
| 7     | MED   | Jeon Ga-eul   |     |
| 12    | DEL   | Yoo Young-a   | 77' |
| D. T. | D. T. | Yoon Deok-yeo |     |

| 1     | POR   | Dinnia Díaz        |     |
| 5     | DEF   | Diana Sáez         |     |
| 6     | DEF   | Carol Sánchez      |     |
| 20    | DEF   | Wendy Acosta       |     |
| 12    | DEF   | Lixy Rodríguez     |     |
| 7     | MED   | Melissa Herrera    |     |
| 10    | MED   | Shirley Cruz       |     |
| 16    | MED   | Katherine Alvarado |     |
| 11    | MED   | Raquel Rodríguez   |     |
| 14    | MED   | María Barrantes    | 76' |
| 15    | DEL   | Cristin Granados   |     |
| D. T. | D. T. | Amelia Valverde    |     |

| 11 | MED | Jung Seol-bin | 63' |
| 23 | MED | Lee Geum-min  | 77' |
| 3  | DEF | Lim Seon-joo  | 84' |

| 17 | DEL | Karla Villalobos | 76' |

| 21' (pen.) · 25' | Ji So-yun Jeon Ga-eul | 1:1 2:1 |

| 17' · 89' | Melissa Herrera Karla Villalobos | 0:1 2:2 |

| 69' · 81' · 86' | Kim Hye-ri Lee Geum-min Hwang Bo-ram |

| Principal  | Carina Vitulano       |
| Asistentes | Michelle O'Neill      |
|            | Tonja Paavola         |
| Cuarto     | Marilin Miranda       |
| Quinto     | Chrysoula Kourompylia |

|                    |      |      |
| Tiros              | 16   | 11   |
| Tiros a puerta     | 8    | 2    |
| Faltas             | 10   | 12   |
| Saques de esquina  | 2    | 1    |
| Penaltis           | 0    | 0    |
| Fueras de juego    | 2    | 0    |
| Posesión del balón | 53 % | 47 % |

| Alineación inicial |

| 18    | POR   | Kim Jung-mi   |     |
| 20    | DEF   | Kim Hye-ri    | 84' |
| 6     | DEF   | Hwang Bo-ram  |     |
| 4     | DEF   | Shim Seo-yeon |     |
| 2     | DEF   | Lee Eun-mi    |     |
| 16    | MED   | Kang Yu-mi    | 63' |
| 13    | MED   | Kwon Hah-nul  |     |
| 10    | MED   | Ji So-yun     |     |
| 8     | MED   | Cho So-hyun   |     |
| 7     | MED   | Jeon Ga-eul   |     |
| 12    | DEL   | Yoo Young-a   | 77' |
| D. T. | D. T. | Yoon Deok-yeo |     |

| 1     | POR   | Dinnia Díaz        |     |
| 5     | DEF   | Diana Sáez         |     |
| 6     | DEF   | Carol Sánchez      |     |
| 20    | DEF   | Wendy Acosta       |     |
| 12    | DEF   | Lixy Rodríguez     |     |
| 7     | MED   | Melissa Herrera    |     |
| 10    | MED   | Shirley Cruz       |     |
| 16    | MED   | Katherine Alvarado |     |
| 11    | MED   | Raquel Rodríguez   |     |
| 14    | MED   | María Barrantes    | 76' |
| 15    | DEL   | Cristin Granados   |     |
| D. T. | D. T. | Amelia Valverde    |     |

| 11 | MED | Jung Seol-bin | 63' |
| 23 | MED | Lee Geum-min  | 77' |
| 3  | DEF | Lim Seon-joo  | 84' |

| 17 | DEL | Karla Villalobos | 76' |

| 21' (pen.) · 25' | Ji So-yun Jeon Ga-eul | 1:1 2:1 |

| 17' · 89' | Melissa Herrera Karla Villalobos | 0:1 2:2 |

| 69' · 81' · 86' | Kim Hye-ri Lee Geum-min Hwang Bo-ram |

| Principal  | Carina Vitulano       |
| Asistentes | Michelle O'Neill      |
|            | Tonja Paavola         |
| Cuarto     | Marilin Miranda       |
| Quinto     | Chrysoula Kourompylia |

|                    |      |      |
| Tiros              | 16   | 11   |
| Tiros a puerta     | 8    | 2    |
| Faltas             | 10   | 12   |
| Saques de esquina  | 2    | 1    |
| Penaltis           | 0    | 0    |
| Fueras de juego    | 2    | 0    |
| Posesión del balón | 53 % | 47 % |

| Alineación inicial |

#### Costa Rica vs Brasil
| 17 de junio de 2015, 20:00 | Costa Rica | 0:1 (0:0) | Brasil        | Estadio de Moncton, Moncton                              |                                                          |
|                            |            | Reporte   | 83' Fernandes | Asistencia: 9543 espectadores Árbitro(s): Efthalia Mitsi | Asistencia: 9543 espectadores Árbitro(s): Efthalia Mitsi |

| 1     | POR   | Dinnia Díaz        |     |
| 5     | DEF   | Diana Sáez         |     |
| 6     | DEF   | Carol Sánchez      |     |
| 20    | DEF   | Wendy Acosta       |     |
| 12    | DEF   | Lixy Rodríguez     |     |
| 10    | MED   | Shirley Cruz       |     |
| 16    | MED   | Katherine Alvarado | 86' |
| 11    | MED   | Raquel Rodríguez   |     |
| 7     | DEL   | Melissa Herrera    |     |
| 15    | DEL   | Cristin Granados   | 57' |
| 14    | DEL   | María Barrantes    | 72' |
| D. T. | D. T. | Amelia Valverde    |     |

| 1     | POR   | Luciana          |     |
| 13    | DEF   | Poliana          |     |
| 3     | DEF   | Monica           | 66' |
| 16    | DEF   | Rafaelle         |     |
| 6     | DEF   | Tamires          |     |
| 19    | MED   | Maurine          |     |
| 5     | MED   | Andressa Machry  |     |
| 18    | MED   | Raquel Fernandes |     |
| 17    | MED   | Rosana           |     |
| 21    | DEL   | Gabi Zanotti     | 78' |
| 22    | DEL   | Darlene          | 59' |
| D. T. | D. T. | Vadão            |     |

| 9  | DEL | Carolina Venegas | 57' |
| 17 | DEL | Karla Villalobos | 72' |
| 19 | DEF | Fabiola Sánchez  | 86' |

| 7  | MED | Beatriz | 59' |
| 14 | DEF | Géssica | 66' |
| 4  | DEL | Rafinha | 78' |

| 83' | Raquel Fernandes | 0:1 |

| Principal  | Thalia Mitsi          |
| Asistentes | Chrysoula Kourompylia |
|            | Angela Kyriakou       |
| Cuarto     | Marilin Miranda       |
| Quinto     | Souad Oulhaj          |

|                    |      |      |
| Tiros              | 3    | 20   |
| Tiros a puerta     | 1    | 9    |
| Faltas             | 7    | 12   |
| Saques de esquina  | 1    | 7    |
| Penaltis           | 0    | 0    |
| Fueras de juego    | 1    | 3    |
| Posesión del balón | 36 % | 64 % |

| Alineación inicial |

| 1     | POR   | Dinnia Díaz        |     |
| 5     | DEF   | Diana Sáez         |     |
| 6     | DEF   | Carol Sánchez      |     |
| 20    | DEF   | Wendy Acosta       |     |
| 12    | DEF   | Lixy Rodríguez     |     |
| 10    | MED   | Shirley Cruz       |     |
| 16    | MED   | Katherine Alvarado | 86' |
| 11    | MED   | Raquel Rodríguez   |     |
| 7     | DEL   | Melissa Herrera    |     |
| 15    | DEL   | Cristin Granados   | 57' |
| 14    | DEL   | María Barrantes    | 72' |
| D. T. | D. T. | Amelia Valverde    |     |

| 1     | POR   | Luciana          |     |
| 13    | DEF   | Poliana          |     |
| 3     | DEF   | Monica           | 66' |
| 16    | DEF   | Rafaelle         |     |
| 6     | DEF   | Tamires          |     |
| 19    | MED   | Maurine          |     |
| 5     | MED   | Andressa Machry  |     |
| 18    | MED   | Raquel Fernandes |     |
| 17    | MED   | Rosana           |     |
| 21    | DEL   | Gabi Zanotti     | 78' |
| 22    | DEL   | Darlene          | 59' |
| D. T. | D. T. | Vadão            |     |

| 9  | DEL | Carolina Venegas | 57' |
| 17 | DEL | Karla Villalobos | 72' |
| 19 | DEF | Fabiola Sánchez  | 86' |

| 7  | MED | Beatriz | 59' |
| 14 | DEF | Géssica | 66' |
| 4  | DEL | Rafinha | 78' |

| 83' | Raquel Fernandes | 0:1 |

| Principal  | Thalia Mitsi          |
| Asistentes | Chrysoula Kourompylia |
|            | Angela Kyriakou       |
| Cuarto     | Marilin Miranda       |
| Quinto     | Souad Oulhaj          |

|                    |      |      |
| Tiros              | 3    | 20   |
| Tiros a puerta     | 1    | 9    |
| Faltas             | 7    | 12   |
| Saques de esquina  | 1    | 7    |
| Penaltis           | 0    | 0    |
| Fueras de juego    | 1    | 3    |
| Posesión del balón | 36 % | 64 % |

| Alineación inicial |

| 1     | POR   | Dinnia Díaz        |     |
| 5     | DEF   | Diana Sáez         |     |
| 6     | DEF   | Carol Sánchez      |     |
| 20    | DEF   | Wendy Acosta       |     |
| 12    | DEF   | Lixy Rodríguez     |     |
| 10    | MED   | Shirley Cruz       |     |
| 16    | MED   | Katherine Alvarado | 86' |
| 11    | MED   | Raquel Rodríguez   |     |
| 7     | DEL   | Melissa Herrera    |     |
| 15    | DEL   | Cristin Granados   | 57' |
| 14    | DEL   | María Barrantes    | 72' |
| D. T. | D. T. | Amelia Valverde    |     |

| 1     | POR   | Luciana          |     |
| 13    | DEF   | Poliana          |     |
| 3     | DEF   | Monica           | 66' |
| 16    | DEF   | Rafaelle         |     |
| 6     | DEF   | Tamires          |     |
| 19    | MED   | Maurine          |     |
| 5     | MED   | Andressa Machry  |     |
| 18    | MED   | Raquel Fernandes |     |
| 17    | MED   | Rosana           |     |
| 21    | DEL   | Gabi Zanotti     | 78' |
| 22    | DEL   | Darlene          | 59' |
| D. T. | D. T. | Vadão            |     |

| 9  | DEL | Carolina Venegas | 57' |
| 17 | DEL | Karla Villalobos | 72' |
| 19 | DEF | Fabiola Sánchez  | 86' |

| 7  | MED | Beatriz | 59' |
| 14 | DEF | Géssica | 66' |
| 4  | DEL | Rafinha | 78' |

| 83' | Raquel Fernandes | 0:1 |

| Principal  | Thalia Mitsi          |
| Asistentes | Chrysoula Kourompylia |
|            | Angela Kyriakou       |
| Cuarto     | Marilin Miranda       |
| Quinto     | Souad Oulhaj          |

|                    |      |      |
| Tiros              | 3    | 20   |
| Tiros a puerta     | 1    | 9    |
| Faltas             | 7    | 12   |
| Saques de esquina  | 1    | 7    |
| Penaltis           | 0    | 0    |
| Fueras de juego    | 1    | 3    |
| Posesión del balón | 36 % | 64 % |

| Alineación inicial |

| 1     | POR   | Dinnia Díaz        |     |
| 5     | DEF   | Diana Sáez         |     |
| 6     | DEF   | Carol Sánchez      |     |
| 20    | DEF   | Wendy Acosta       |     |
| 12    | DEF   | Lixy Rodríguez     |     |
| 10    | MED   | Shirley Cruz       |     |
| 16    | MED   | Katherine Alvarado | 86' |
| 11    | MED   | Raquel Rodríguez   |     |
| 7     | DEL   | Melissa Herrera    |     |
| 15    | DEL   | Cristin Granados   | 57' |
| 14    | DEL   | María Barrantes    | 72' |
| D. T. | D. T. | Amelia Valverde    |     |

| 1     | POR   | Luciana          |     |
| 13    | DEF   | Poliana          |     |
| 3     | DEF   | Monica           | 66' |
| 16    | DEF   | Rafaelle         |     |
| 6     | DEF   | Tamires          |     |
| 19    | MED   | Maurine          |     |
| 5     | MED   | Andressa Machry  |     |
| 18    | MED   | Raquel Fernandes |     |
| 17    | MED   | Rosana           |     |
| 21    | DEL   | Gabi Zanotti     | 78' |
| 22    | DEL   | Darlene          | 59' |
| D. T. | D. T. | Vadão            |     |

| 9  | DEL | Carolina Venegas | 57' |
| 17 | DEL | Karla Villalobos | 72' |
| 19 | DEF | Fabiola Sánchez  | 86' |

| 7  | MED | Beatriz | 59' |
| 14 | DEF | Géssica | 66' |
| 4  | DEL | Rafinha | 78' |

| 83' | Raquel Fernandes | 0:1 |

| Principal  | Thalia Mitsi          |
| Asistentes | Chrysoula Kourompylia |
|            | Angela Kyriakou       |
| Cuarto     | Marilin Miranda       |
| Quinto     | Souad Oulhaj          |

|                    |      |      |
| Tiros              | 3    | 20   |
| Tiros a puerta     | 1    | 9    |
| Faltas             | 7    | 12   |
| Saques de esquina  | 1    | 7    |
| Penaltis           | 0    | 0    |
| Fueras de juego    | 1    | 3    |
| Posesión del balón | 36 % | 64 % |

| Alineación inicial |